# Arturo Capettini
Arturo Capettini (Zeme, 17 marzo 1900 – Milano, 31 dicembre 1943) è stato un partigiano italiano col nome di battaglia di Giuseppe, fucilato dai nazifascisti, insignito della Medaglia d'oro al valor militare della Resistenza.

## Biografia
Di professione commerciante e militante comunista durante la dittatura fascista subisce ogni sorta di persecuzioni.

Dopo l'8 settembre 1943 la sua casa in viale Montesanto 10 a Milano diventa un punto di riferimento della Resistenza, deposito di armi e stampa clandestina per la 3º brigata Garibaldi GAP.
Viene arrestato il 19 dicembre 1943 a Mortara, dove si trovava in missione, e rinchiuso nel Carcere di San Vittore, dove di lì a poco verranno rinchiusi anche suo fratello Cesare (poi deportato a Mauthausen) e sua moglie Matilde. In carcere subisce pesanti interrogatori e torture.

Capettini, Cesare Poli e Gaetano Andreoli vengono condannati a morte per aver "cooperato nella fabbricazione di ordigni esplosivi e nella detenzione degli stessi e di materiale di propaganda comunista, al fine di provocare un movimento insurrezionale armato contro i poteri dello stato" e fucilati il 31 dicembre 1943 presso il poligono di tiro della Cagnola a Milano.

Nel maggio 1944 gli verrà intitolata la 51º brigata Garibaldi Arturo Capettini, operante nell'Oltrepò Pavese. Una lapide ricorda l'esecuzione in piazzale Accursio ed un'altra ricorda Capettini sulla casa di via Montesanto 10 a Milano. La sua ultima lettera alla madre è pubblicata nelle Ultime lettere di condannati a morte e di deportati della Resistenza Italiana.